# Barkhera
Barkhera là một thị xã và là một nagar panchayat của quận Pilibhit thuộc bang Uttar Pradesh, Ấn Độ.

## Địa lý
Barkhera có vị trí 28°27′B 79°48′Đ / 28,45°B 79,8°Đ Nó có độ cao trung bình là 165 mét (541 foot).

## Nhân khẩu
Theo điều tra dân số năm 2001 của Ấn Độ, Barkhera có dân số 9881 người. Phái nam chiếm 54% tổng số dân và phái nữ chiếm 46%. Barkhera có tỷ lệ 41% biết đọc biết viết, thấp hơn tỷ lệ trung bình toàn quốc là 59,5%: tỷ lệ cho phái nam là 52%, và tỷ lệ cho phái nữ là 27%. Tại Barkhera, 20% dân số nhỏ hơn 6 tuổi.